# Kingsley Enagbare
Kingsley Osagie Enagbare, detto JJ (Atlanta, 18 gennaio 2000), è un giocatore di football americano statunitense che milita nel ruolo di outside linebacker per i Green Bay Packers della National Football League (NFL).

## Carriera

### Green Bay Packers
Al college Enagbare giocò a football a South Carolina. Fu scelto nel corso del quinto giro (179º assoluto) nel Draft NFL 2022 dai Green Bay Packers. Il 16 ottobre 2022 mise a segno il suo primo sack su Zach Wilson nella sconfitta della settimana 6 contro i New York Jets. La sua stagione da rookie si chiuse con 31 tackle e 3 sack disputando tutte le 17 partite, di cui 7 come titolare.